# Glenea intermixta
Glenea intermixta là một loài bọ cánh cứng trong họ Cerambycidae.